# Håkon Wium Lie

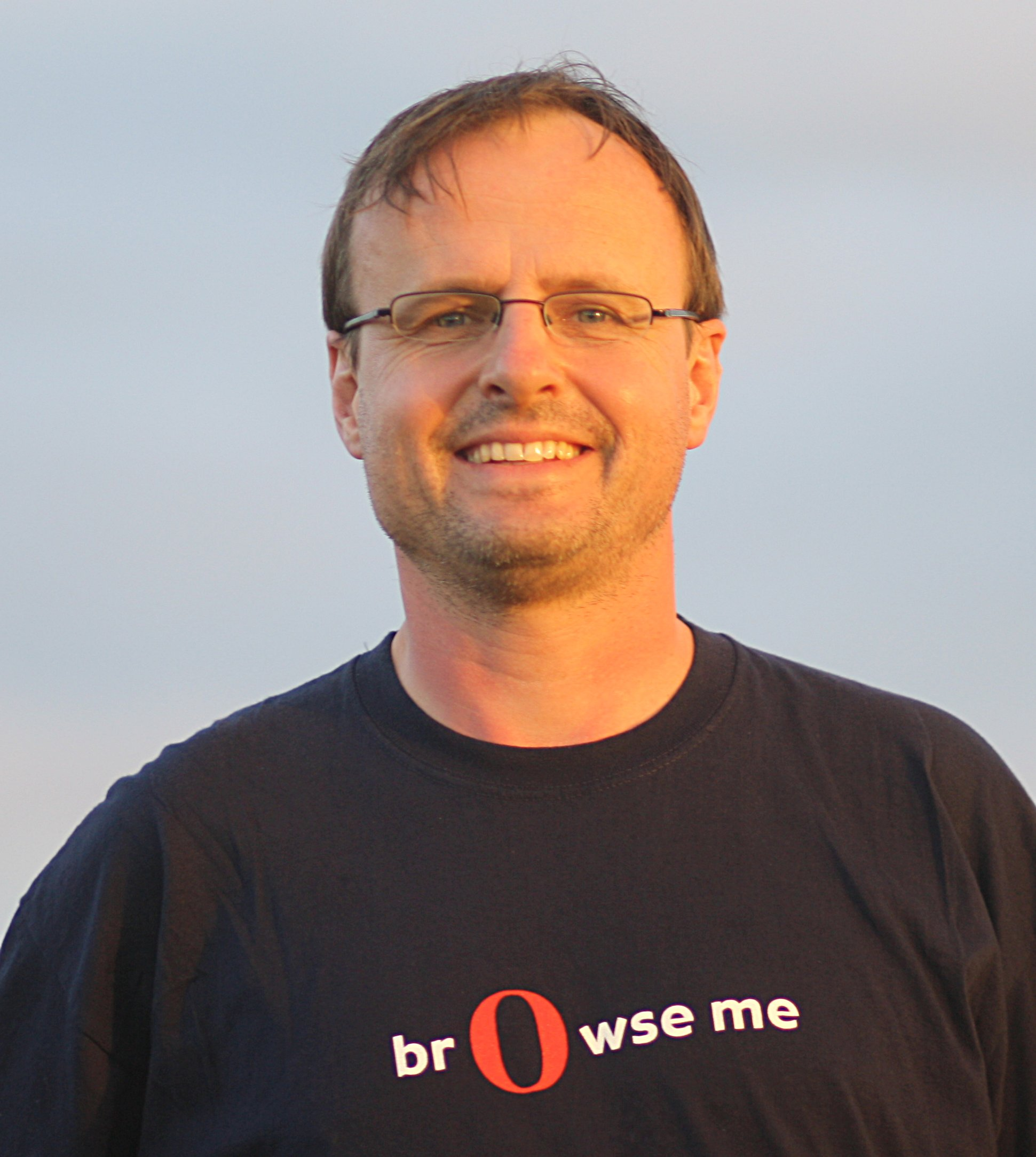
Håkon Wium Lie

Håkon Wium Lie (Halden, 1965) é um pioneiro da web, um ativista normas, e, a partir de 2009, Chief Technology Officer da Opera Software.
Ele é mais conhecido por propor o conceito de Cascading Style Sheets (CSS), enquanto a trabalhar com Tim Berners-Lee e Robert Cailliau no CERN em 1994. Como um empregado pelo W3C, ele desenvolveu CSS em uma W3C Recommendation com Bert Bos. CSS é uma das normas fundamentais da web, com profundo impacto sobre tipografia, estética, e acessibilidade na web. Por isso ficou famoso pela grande parte dos usuários como o "Pai" do design.